# Estadi Denden
L'Estadi Denden és un estadi multi usos situat a Asmara, Eritrea. Va ser construït el 1958 i és usat per la pràctica del futbol i l'atletisme. Té una capacitat per a 5.000 espectadors.